# Josef Acherer
Josef Acherer (* vor 1840; † nach 1875) war ein Zitherspieler und Komponist des 19. Jahrhunderts. Er ist für seine Beiträge zur Zithermusik bekannt.

## Leben
Josef Acherer lebte im 19. Jahrhundert. 1857 gab er in Innsbruck Zitherunterricht. Acherers musikalisches Wirken fand vorwiegend in den 1870er Jahren statt, wobei er möglicherweise am Hof von Ernst II., dem Herzog von Sachsen-Coburg und Gotha, in Erscheinung trat. Seine Werke, meist Polkas, Märsche und Ländler, wurden überwiegend in diesem Jahrzehnt vom Musikverleger Edmund Stoll in Leipzig veröffentlicht und spiegeln den musikalischen Stil und die Ästhetik seiner Zeit wider.

## Werke (Auswahl)
- Rosalien-Polka op. 1. In: Zither-Klänge. Sammlung gefalliger Unterhaltungsstücke für die Zither, verlegt bei Edmund Stoll in Leipzig 1873
- Wiener Früchtl. Polka op. 2
- Gruss an Friedland. Polka op. 3. In: Zither-Klänge. Sammlung gefalliger Unterhaltungsstücke für die Zither, verlegt bei Edmund Stoll in Leipzig 1873
- Fruhlings-Marsch, für die Zither op. 4, Prinz Georg von Preußen gewidmet, verlegt bei Edmund Stoll in Leipzig 1860
- Alpensträusschen. Ländler für Zither. op. 5, verlegt bei Edmund Stoll in Leipzig 1874
- Maskenball. Polka-Mazurka. op. 6, verlegt bei Edmund Stoll in Leipzig
- Herbstfrüchte, Ländler op. 7, verlegt bei Edmund Stoll in Leipzig
- Stiller Friede, Idylle op. 8, verlegt bei Edmund Stoll in Leipzig
- Von Herzen zum Herzen, Ständchen op. 9, verlegt bei Edmund Stoll in Leipzig
- Malwinen, Polka-Mazurka op. 10, verlegt bei Edmund Stoll in Leipzig
- Fest-Polonaise. op. 11, verlegt bei Edmund Stoll in Leipzig
- Pfingst-Rosen. Walzer. op. 12, verlegt bei Edmund Stoll in Leipzig, 1876
- Reseda. Polka-Mazurka op. 13, verlegt bei Edmund Stoll in Leipzig, 1876
- Parade-Marsch. op. 14, verlegt bei Edmund Stoll in Leipzig, 1876
- Fürst Georg-Marsch. op. 15, verlegt bei Edmund Stoll in Leipzig, 1876
- Die lustigen Steyrer. Ländlerop. 16, verlegt bei Edmund Stoll in Leipzig, 1876
- Freuden-Fest. Marsch G-Dur, Landesbibliothek Coburg,  Herzogliche Schlossbibliothek Coburg, Ernst II, Herzog von Sachsen-Coburg und Gotha RISM ID: 450105684